# Gyóró, Győr-Moson-Sopron
Gyóró  este un sat în districtul Kapuvár, județul Győr-Moson-Sopron, Ungaria, având o populație de 389 de locuitori (2011). 

## Demografie
Componența etnică a satului Gyóró
     Maghiari (98,01%)
     Romi (1,14%)
     Germani (0,85%)
Componența confesională a satului Gyóró
     Romano-catolici (74,81%)
     Luterani (9%)
     Fără religie (2,31%)
     Necunoscută (13,88%)
Conform recensământului din 2011, satul Gyóró avea 389 de locuitori. Din punct de vedere etnic, majoritatea locuitorilor (98,01%) erau maghiari, cu o minoritate de romi (1,14%).  Din punct de vedere confesional, majoritatea locuitorilor (74,81%) erau romano-catolici, existând și minorități de luterani (9,0%) și persoane fără religie (2,31%). Pentru 13,88% din locuitori nu este cunoscută apartenența confesională.